# NoNoNo
NoNoNo es un trío musical originario de Estocolmo, Suecia formado en 2012 por Stina Wäppling, Tobias Jimson «Astma» y Michael Flygare «Rocwell». El grupo se dio a conocer con el sencillo Pumpin' Blood, el cual alcanzó el puesto 22 en el listado música alternativa y el 32 en el de Sencillos de música pop del Billboard.

## Sencillos
| Título          | Año  | Puesto en el chart | Puesto en el chart | Puesto en el chart | Puesto en el chart | Puesto en el chart | Álbum         |
| Título          | Año  | US                 | US Adult           | US Alt.            | US Pop             | US Rock            | Álbum         |
| --------------- | ---- | ------------------ | ------------------ | ------------------ | ------------------ | ------------------ | ------------- |
| «Pumpin' Blood» | 2013 | 119                | 31                 | 22                 | 32                 | 23                 | Pumpin' Blood |